# 特定郵便局

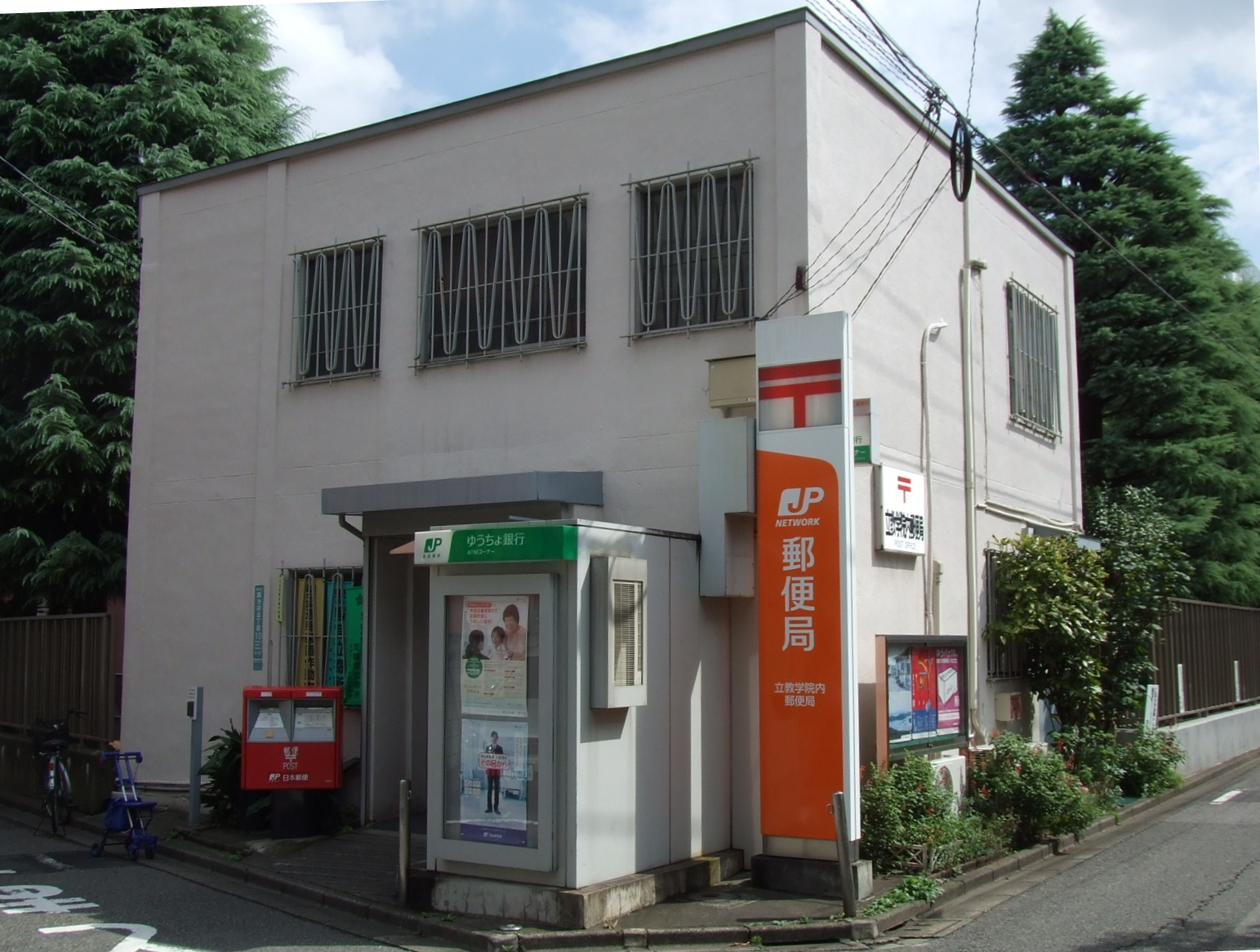
特定郵便局の1つであった立教学院内郵便局

特定郵便局（とくていゆうびんきょく）は、郵政民営化以前に存在した郵便局の分類の一つである。
日本郵政公社の社内規定上の定義は「特定郵便局長を長とする郵便局」であった。郵便局には現在も存在する簡易郵便局と普通郵便局（民営化前までの区分）があったが、約24,000存在する全郵便局の約4分の3は特定郵便局であった。

## 経緯
1871年（明治4年）の郵便制度発足時の「三等郵便局」制度に由来する。三等郵便局とは、明治時代に公費で郵便局を全国に設置することが財政的に難しかった中、全国にいち早く郵便制度を浸透させるため、地域の名士や大地主に土地と建物を無償で提供させ、郵便の取り扱い事業を委託する形で設置された郵便局である。
沿革
- 1875年（明治8年）1月 - 郵便役所及び郵便取扱所は郵便局と呼称し、一等から五等までに区別。
- 1886年（明治19年）3月 - 地方逓信官官制により、一等・二等・三等の三等級に区分。従来の郵便取扱役は三等郵便局長となる。
- 1903年（明治36年）3月 - 通信官署官制により、特定三等局規程が定められ、業務規模が拡大した三等局は「特定三等局」として区別されることとなったが、従来の三等局と異なり、経費、事務員の任免など業務運営の一部を直轄する一等局長などが行うこととなった。
- 1905年（明治38年）4月 - 郵便受取所が無集配三等局に改定され、三等局は特定、（普通）集配、（普通）無集配の3種類になる。
- 1926年（大正15年）10月1日 - 郵便取扱所規則を施行し、郵便取扱所の制度を開始する[3]。
- 1940年（昭和15年）12月1日 - 郵便取扱所規則を廃止し、既存の郵便取扱所をすべて三等郵便局に改める[4]。
- 1941年（昭和16年）2月 - 郵便局の等級を廃止。ただし三等郵便局の大部分は「特定郵便局」となり[5]、契約による賃貸借料に準ずる局舎料を特定郵便局長に支給するようになった。
- 1948年（昭和23年） - 特定郵便局長の局舎提供義務を廃止。全ての対象局舎について地方逓信局長と特定郵便局長の間で賃貸借契約が締結される。

## 特徴
普通郵便局とは上記の定義以外には明確な線引きはないが、下記の特徴を一般的に有していた。
主に、市中の市街地や住宅地に存在する窓口専門の郵便局であった。その設置数は小学校並みと言われ、身近な存在である。集配特定局については、市町村の「町・村」における普通局並みの業務をしており、民営化以前においてはその町村における重要な公共機関となっていた。1つの市町村に複数の集配特定局がある場合もあるが、これは遠隔地にある場合が多い。なお、公社化以降民営化以前においては、郵便局の設置基準は日本郵政公社法に基づく総務省令により規定されており、日本郵政公社は、同法の施行の際現に存する郵便局ネットワークの水準を維持することを旨とすることとされていた。
集配特定局については普通局で局内作業をして、無集配となった特定局に郵便物を先送り（前送：ぜんそう）して、その局を中継拠点にすることとしている。この方法で集配特定局を削減する。集配業務を廃止した特定局がその先、無集配特定局として存続することは保障されていないものの、郵便局の設置基準は日本郵政公社法に定めるところにより設けられており、その存続の判断は、法に定める設置基準によるところとなっていた。

## 任用
特定郵便局長の任用には25歳以上（集配特定局の場合は30歳以上）から55歳以下で国家公務員としての欠格事由に該当しない場合には応募することができた。しかし、特定郵便局長は通常の公務員採用試験ではなく「選考任用」という仕組みをとっており、採用は不定期で現職局長の定年退職などで空席になる場合などで実施されていた。具体的には、局長の採用に際して、地区幹部が事前に面談をした上で、適任者と認められた人物が採用試験を受ける慣例があった。採用後は大半が任意団体の全国郵便局長会に所属し、そこでの序列が社内の役職に反映された。採用情報はほとんど公募されず、特定の関係者（主に局長の親族）しか事実上知り得ず、自営業としての性格も持っていたことから、事実上の公務員職の世襲（縁故採用）という指摘があった。定年は65歳で、後継者育成中などの事情があれば最長3年の定年延長が可能であった。
日本郵政公社時代の2003年（平成15年）7月に、衆議院議員の長妻昭からの質問主意書に対する、政府の答弁書では以下の見解が出された。
- 公募されていない特定郵便局長職でも、任用されることを希望する場合の連絡先は存在すること
- 公募されていない特定郵便局長職でも、一定年齢の範囲内で欠格条項に該当しなければ誰でも選考対象となり、採用希望者からの申込みを受け付けていること
- 特定郵便局長採用において、推薦は要件とはされていないこと
- 特定郵便局長採用を希望する際に提出する願書について、特段の様式は定められていないこと
- 特定郵便局長の公募がほとんどない理由として、当該特定郵便局が所在する地域住民の信望を担い得ると判断される者を選考することが必要であり、郵便局一般職員を一括採用する場合などとは事情が異なるためという理由があること
- 国家公務員法第36条の但し書きにより競争試験でなくても、能力の実証に基づく試験による採用が可能であり、特定郵便局長は民主的な方法で選択されていること

また、通常の金融機関の支店長とは異なり、自営局舎の特定郵便局長には転勤が一切なく、定年まで同一の特定郵便局で勤務することができた。

## 局舎
特定郵便局の局舎は、それぞれの局により異なるが、国営局舎、自営局舎（個人・企業他）とあり、その他に郵政福祉などの外郭団体が有している場合もある。かつての国営局舎は国（公社化以降は日本郵政公社）が所有しており、改築等も国（または公社）の費用により行われていた。ほとんどが集配特定局だが、普通局から改定された局など、一部の無集配局にも国営局舎が存在していた。
自営局舎は、その名の通り特定郵便局長が個人で土地、局舎（ビルやマンションなどのテナント入居を含む）を有しており、書類上、国（公社化以降は日本郵政公社）が借り上げている形になっており、国が局長に対して家賃等を払っていた。民間企業が特定郵便局舎を所有していることもある。その場合は民間企業の関係者が局長に任用されている例が多い。ショッピングセンター、鉄道駅のビルや空港ターミナルビルが多い。この他、県庁などの役所、公営団地の敷地内などに、特定局がある場合もある。

## 要員配置
基本的に要員は局長を含めて2名以上の配置となっている。職員は多くても約10人だが、職員5人以下が全特定郵便局の約6割、職員3人以下が全特定郵便局の半数超とされる。

## 民営化に伴う変化
2007年10月1日実施の郵政民営化後は、「特定郵便局」は「普通郵便局」とともに廃止され、郵便局株式会社→日本郵便株式会社が直接管理する郵便局となった。同一建物内にゆうちょ銀行の直営店が置かれた旧特定郵便局もある（北海道庁赤れんが前郵便局、青葉台郵便局、八王子駅前郵便局、熊本城東郵便局）。逆に、民営化後に廃局の上で、跡地ないしはその近隣に簡易郵便局を設置してカバーするケースも見られる。
民営化で特定郵便局は廃止されたものの、全国に約1万9000局存在する旧特定郵便局のネットワークは維持されており、大半の局長は任意団体の全国郵便局長会に所属している。